# Bamelap
Bamelap est un village du Cameroun situé dans le département du Haut-Nyong et la région de l'Est.
Il fait partie de la commune de Nguelemendouka.

## Population
Selon le Plan Communal de Développement de Nguelemendouka (2012), la population locale était de 203 personnes.

## Développement
Selon le Plan Communal de Développement de Nguelemendouka (2012), plusieurs mesures ont été envisagées pour le développement de Bamelap.
1. Aménagement d'un site touristique : rochers de Bamelap
2. Extension du réseau électrique
3. Aménagement et ouverture de l’accès au site minier de Bamelap (graviers)